# Ben Zahler
Ben Zahler (* 3. Juli 1979 in Sissach) ist ein Schweizer Jazzmusiker (Flöte, auch Saxophon, Komposition).

## Leben und Wirken
Zahler erlernte, zunächst fasziniert von den Piccoloflöten der Guggenmusik und der Basler Fasnacht, ab dem Alter von acht Jahren die Querflöte. Als Jugendlicher begann ihn die Welt der Jazzclubs zu faszinieren. Nachdem er den Master of Arts an der Swiss Jazz School in Bern bei Andy Scherrer, Bert Joris und Günter Wehinger absolvierte, tourte er mit seiner Band «aloft», zu der Nadja Stoller und Stefan Rusconi gehörten, und veröffentlichte 2006 sein erstes Album We Do bei TCB Records. Im selben Jahr war er mit dem Swiss Jazz Orchestra (Paul Klee) zu hören. Mit seiner Band «Fluteprints» hatte er Auftritte in vielen Clubs in der Schweiz und im nahen Ausland. 2015 gründete er mit der Sängerin Isabelle Ritter, dem Pianisten Thomas Baumgartner und dem Bassisten Marco Nenninger seine Band «Songoing», mit der er 2018 das Album Quietly Cold vorlegte. 2023 erschien mit seinem Quartett «8 Octopi», dem Ritter wiederum angehörte, das Album Errors in Disguise.  Weiterhin arbeitete er mit Hans Feigenwinter und Yumi Ito.